# Szejdabiek Mamiedow
Szejdabiek Faradżyjewicz Mamiedow (ros. Шейдабе́к Фараджи́евич Маме́дов; ur. 10 stycznia?/23 stycznia 1912 w Derbencie, Dagestan, Imperium Rosyjskie, zm. 19 czerwca 1984 w Moskwie) – radziecki historyk filozofii, doktor nauk filozoficznych, uhonorowany tytułem „Zasłużony Działacz Nauki RFSRR”. Od 8 lipca 1941 roku walczył na froncie II wojny światowej. Był specjalistą w zakresie filozofii Zakaukazji i Azji Środkowej. Od 1963 roku pracował jako profesor w katedrze filozofii narodów ZSRR na wydziale filozofii Moskiewskiego Uniwersytetu Państwowego. Jeden z autorów Słownika Ateistycznego

## Publikacje
Przekłady na język polski
- Sz.F. Mamiedow: Myśl filozoficzna i społeczna narodów ZSRR w XIX stuleciu. W: Krótki zarys historii filozofii. Pod redakcją M.T. Jowczuka, T.I. Ojzermana, I.J. Szczipanowa. Przeł. Marian Drużkowski i in. Wyd. II, poprawione i uzupełnione. Warszawa: Książka i Wiedza, listopad 1969, s. 368–377. (pol.).
- A.O. Makowielski, Sz.F. Mamiedow: Filozofia w krajach arabskich. W: Krótki zarys historii filozofii. Pod redakcją M.T. Jowczuka, T.I. Ojzermana, I.J. Szczipanowa. Przeł. Marian Drużkowski i in. Wyd. II, poprawione i uzupełnione. Warszawa: Książka i Wiedza, listopad 1969, s. 98–102. (pol.).
- A.O. Makowielski, Sz.F. Mamiedow: Myśl filozoficzna narodów Zakaukazia i Azji Środkowej. W: Krótki zarys historii filozofii. Pod redakcją M.T. Jowczuka, T.I. Ojzermana, I.J. Szczipanowa. Przeł. Marian Drużkowski i in. Wyd. II, poprawione i uzupełnione. Warszawa: Książka i Wiedza, listopad 1969, s. 102–107. (pol.).